# HD 21203
HD 21203，又名BD+59 657，SAO 12770、HR 1033，是一颗恒星，视星等为6.49，位于銀經141.25，銀緯3.09，其B1900.0坐标为赤經3h 20m 15.3s，赤緯+59° 3.09′ 23″。